# Лисичники
Лиси́чники — село в Україні, у Заліщицькій міській громаді Чортківського району Тернопільської області. Розташоване на річці Серет, на південному сході району. До 2020 підпорядковане Касперівській сільській раді. 
До 1963 поблизу Лисичників були хутори Миколаївка та Вовчків (зник у зв'язку зі спорудженням Касперівської ГЕС. На хуторі Миколаївка в урочищі «Вовчків» зберігся один житловий будинок.
Населення — 647 осіб (2011). 
Поблизу села на правому схилі долини річки Серет відшаровані стовпоподібні скелі «Сеноманські богатирі». Є печери Кошова та Лиличка. На північній околиці села, на струмку Єрмівка (права притока р. Серет), розташований однойменний водоспад Єрмівка (3,5 - 4 м).

## Історія
Виявлено археологічні пам'ятки: пізнього палеоліту, трипільську, комарівську, ноа, гава-голіградську, липицьку, черняхівську та давньоруську культури. 
Трипільське поселення – в урочищі Горби. Друге трипільське поселення етапу СІІ – в урочищі Замчище, на високому виступі правого берега Серету. Третє трипільське поселення етапу С – в урочищі Замчище (Винниця), у південно-західній частині високого виступа правого берега ріки Серет. Четверте поселення трипільської культури – етапу С, в урочищі Коло Валу (траянів вал), на березі ріки Серет. П’яте поселення трипільців – в урочищі Городище, на підвищенні над потічком і болотом, південно-західній схил підвищення. Шосте трипільське поселення етапу В – в урочищі Печера-лисичка (над печерою), на високому правому березі Серету. Давньоруське поселення розміщене в урочищі “Печера Лиличка”. Тут виявлено уламки кераміки, залізні вироби.
Перша писемна згадка — 1641 р.
Діяли «Просвіта», «Луг» та інші товариства, кооператива.
1944 відбувся бій між сотнею УПА і загоном НКДБ.
12 червня 2020 року, відповідно до розпорядження Кабінету Міністрів України № 724-р «Про визначення адміністративних центрів та затвердження територій територіальних громад Тернопільської області» увійшло до складу Заліщицької міської громади.
19 липня 2020 року, в результаті адміністративно-територіальної реформи та ліквідації Заліщицького району, увійшло до складу новоутвореного Чортківського району.

## Релігія
- церква Покрови Пресвятої Богородиці (1898, мурована, ПЦУ та УГКЦ).

## Пам'ятники
Споруджено пам'ятники на братській могилі угорських воїнів (1915), воїнам-односельцям, полеглим у німецько-радянській війні (1987), встановлено пам'ятний знак на честь скасування панщини, обсаджено 4 липами (2 пол. 19 ст.), 2 хрести воякам УПА: полеглим 1943 (1992, х. Миколаївка) та символічна (2004), зберігся символічний пагорб на честь проголошення незалежності України (1941), насипана символічна могила Борцям за волю України (1996). Є рештки замку (16 ст.).
Ботанічна пам'ятка природи місцевого значення Лисичниківські липи.

## Соціальна сфера
Діють загальноосвітня школа І-ІІ ступенів, клуб, бібліотека, громадський музей історії села (створений краєзнавцем І. Бриндзола).

## Відомі люди

### Народилися
- громадська діячка М. Бзова,
- краєзнавець, археолог-аматор Л. Скибіцький,
- педагог, літератор Г. Тимчук,
- доктор медичних наук Іван Тимчук.

### Проживали, працювали
У місцевій школі навчався краєзнавець, археолог В. Олійник; археологічні розкопки поблизу села проводили Ю. Малєєв, В. Олійник.
Загинув сотник УПА Я. Попович.

## Галерея

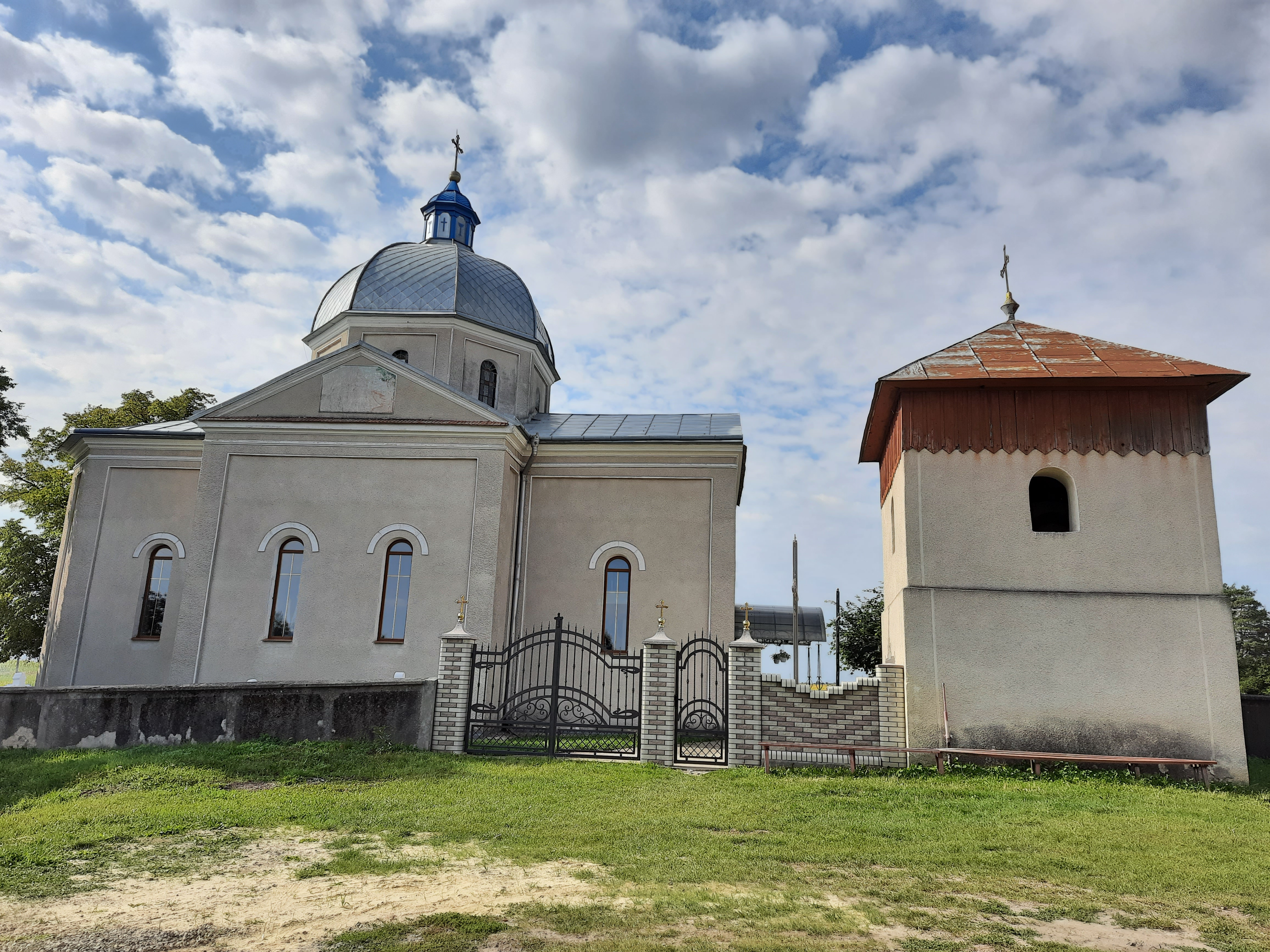
Церква Покрови Пресвятої Діви Марії (1898)
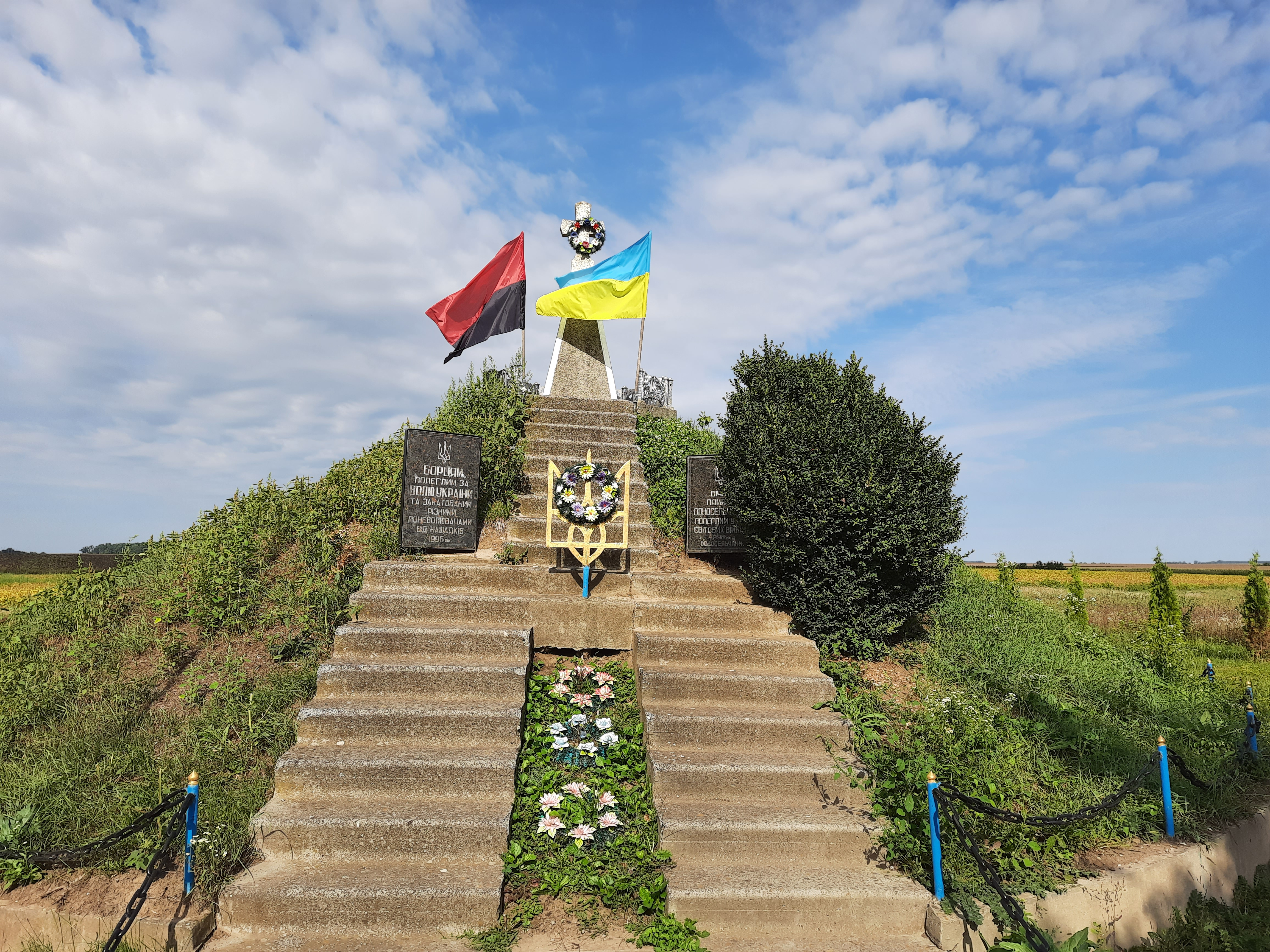
Символічна могила Борцям за волю України (1996)
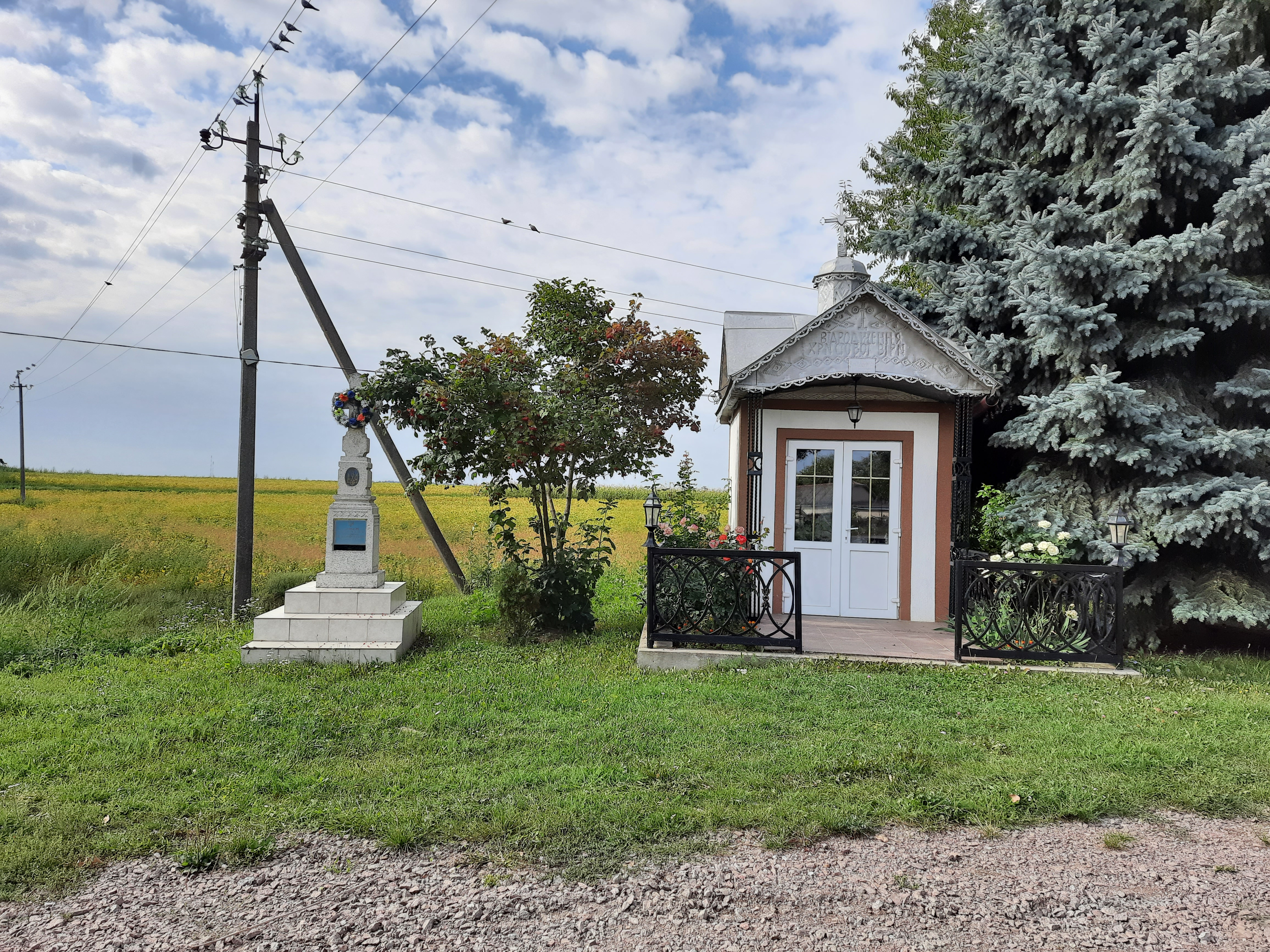
Капличка